# Farmersville (Illinois)
Farmersville és una població dels Estats Units a l'estat d'Illinois. Segons el cens del 2000 tenia 768 habitants.

## Demografia
Segons el cens del 2000, Farmersville tenia 768 habitants, 313 habitatges, i 210 famílies. La densitat de població era de 299,5 habitants/km².
Dels 313 habitatges en un 34,2% hi vivien nens de menys de 18 anys, en un 56,5% hi vivien parelles casades, en un 7,3% dones solteres, i en un 32,6% no eren unitats familiars. En el 29,7% dels habitatges hi vivien persones soles el 13,1% de les quals corresponia a persones de 65 anys o més que vivien soles. El nombre mitjà de persones vivint en cada habitatge era de 2,45 i el nombre mitjà de persones que vivien en cada família era de 3,04.
Per edats la població es repartia de la següent manera: un 27,3% tenia menys de 18 anys, un 8,5% entre 18 i 24, un 30,6% entre 25 i 44, un 21,1% de 45 a 60 i un 12,5% 65 anys o més.
L'edat mediana era de 35 anys. Per cada 100 dones de 18 o més anys hi havia 81,8 homes.
La renda mediana per habitatge era de 35.893 $ i la renda mediana per família de 41.417 $. Els homes tenien una renda mediana de 35.263 $ mentre que les dones 21.328 $. La renda per capita de la població era de 16.606 $. Aproximadament el 5,5% de les famílies i el 8,2% de la població estaven per davall del llindar de pobresa.

## Poblacions més properes
El següent diagrama mostra les poblacions més properes.